# Sebastes babcocki
Sébaste à bandes rouges
Espèce
Le Sébaste à bandes rouges (Sebastes babcocki) est une espèce de poisson osseux de la famille des Scorpaénidés.
Il fait partie des espèces que caractérise leur sénescence négligeable : il peut vivre ainsi jusqu'à 106 ans.
Ce poisson atteint jusqu'à 64 centimètres de longueur. Son poids maximum enregistré est de 4,4 kilogrammes, et le poids moyen est d'environ 1,3 kilogramme. Il est blanc, rose ou rouge avec quatre barres verticales rouges ou orange, la première allant de l'avant de la nageoire dorsale à la nageoire pectorale et la quatrième à la base de la queue. Ces barres s'estompent au fur et à mesure que le poisson grossit. La tête est épineuse. Les ailettes peuvent avoir des bords foncés ou une teinte noire. 
Ce poisson marin vit à des profondeurs océaniques de 49 à 625 mètres, en général à une profondeur entre 150 et 350 mètres. Il est souvent solitaire mais peut rejoindre de petits groupes.
Comme les autres sébastes, cette espèce est vivipare. La femelle libère les alevins entre mars et septembre dans toute l'aire de répartition de l'espèce.